# Lochnagar
Le Lochnagar, en gaélique écossais Beinn Chìochan, est une montagne du Royaume-Uni située en Écosse, dans les monts Grampians.